# Liphistius batuensis
Liphistius batuensis is een spinnensoort uit de familie Liphistiidae. De soort komt voor in Maleisië.